# A. C. Bhaktivedánta Szvámi Prabhupáda
Abhaj Csaranáravinda Bhaktivedánta Szvámi Prabhupáda (szanszkrit: अभयचरणारविन्द भक्तिवेदान्त स्वामीप्रभुपाद, abhaya-caraṇāravinda bhakti-vedānta svāmī prabhupāda, (bengáli: অভয়চরণারবিন্দ ভক্তিবেদান্ত স্বামীপ্রভুপাদ) (Kalkutta, India, 1896. szeptember 1. – Vrindávan, India 1977. november 14.) a Krisna-tudat Nemzetközi Szervezetének megalapítója, számos hindu szent irat fordítója és magyarázója. Tiszteletbeli megszólítása: 'Ő Isteni Kegyelme'.

## Élete

### Születésétől 1965-ig
1896−1915: Vallásos neveltetés, vaisnava gyökerek
Sríla Prabhupáda 1896. szeptember 1-én született az indiai Kalkuttában Abhay Caran De néven. Beceneve Nandu volt, mivel Nandotszava napján, egy nappal Krisna születésnapja után látta meg a napvilágot.
A család gyakorló gaudíja vaisnava (Krisna-hívő) volt. Édesapja, Gour Mohan De sikeres kereskedő és kiemelkedő hitgyakorló, s gyermekét is annak nevelte. Gour Mohan vaisnava nagy jövőt álmodott fiának: bevezette a vaisnava kultúrába, s mikor a kis Abhay már 6−7 évesen gyakorolni szerette volna a vallás egyes elemeit, mindenben segítette és támogatta őt. Rendszeresen látott vendégül sadhukat (szent bölcseket) az otthonában, s mindig megkérte őket: “Kérlek, áldjátok meg a fiamat.”
1916−1936: Az egyetemi évektől a lelki tanítómester elfogadásáig
A fiatal Abhay kiváló eredménnyel végezte tanulmányait a kalkuttai Scottish Churches’College-on. Diplomát szerzett filozófiából, közgazdaságtanból és angolból is, noha az egyetemi évei alatt a Gandhi vezette függetlenségi mozgalom hatása alá került. A független India eszméje akkor annyira magával ragadta, hogy miután befejezte a tanulmányait és letette a vizsgáit, Gandhi akkori felhívásának eleget téve, visszautasította a diplomát, így fejezve ki tiltakozását az angol elnyomás ellen.
1922-ben ismerkedett meg lelki tanítómesterével Bhaktisiddhanta Sarasvatí Thákurral, a modern India egyik legnagyobb vaisnava szerzetesével. Bhaktisiddhanta kivételes képességekkel rendelkező tudós és polihisztor volt. Számos gaudíja vaisnava kolostort alapított a szubkontinens több pontján. Előadásain beszélt arról is, hogy a függetlenségi mozgalom célja nem végleges, nem örök – vagyis nem lelki, s ez Abhayra nagy hatást gyakorolt.
Abhay Caran De később Kalkuttából Allahabadba költözött, gyógyszerész-üzletkötőként igyekezett eltartani családját, ám mindinkább a lelki élet felé fordult. 1932-ben, 11 évvel megismerkedésük után Bhaktisziddhánta Szaraszvatí hivatalos lelki avatásban részesítette Abhayt. Az elkövetkező négy évben tucatszor találkozott lelki tanítómesterével, aki különleges figyelemben részesítette őt. Beszélgetéseik során többször is kifejezte vágyát Abhaynak: szeretné, ha az egész világon elterjedne a vaisnavizmus, méghozzá a könyvnyomtatás és a könyvterjesztés által.
1936−1964: Lemondás a családi életről és a lelki értékek prédikálása
1936 decemberében Bhaktisziddhánta Szaraszvatí 63 évesen elhagyta ezt az anyagi világot. Halála előtt egy hónappal levelet írt Abhaynak, melyben kifejtette: “Meggyőződésem, hogy képes vagy angolul elmagyarázni gondolatainkat és érveinket azoknak, akik nem beszélnek ezeken a nyelveken (bengáliul és hindiül). Ez neked és hallgatóságodnak is hasznára válik majd. Minden remény megvan rá, hogy kiváló angol prédikátor legyen belőled.”
Abhay Caran De lelki tanítója kérésére a következő években angol nyelvű magyarázatot írt az egyik legtekintélyesebb vaisnava szentíráshoz, a Bhagavad-gítá verseihez. 1944-ben, amikor a világot elborította a második világháború pokla, a békét és az Isten iránti tiszta odaadást hirdette a Vissza Istenhez folyóirat hasábjain, melyet saját kezűleg írt, sokszorosított és terjesztett.
1950-ben, 54 éves korában erős elhatározással az indiai hagyománynak megfelelően lemondott a családos és világi életről. Teljesen visszavonult, szannyásza avatást kapott (vagyis a lemondott életrendbe lépett) majd Vrindávanába zarándokolt és minden idejét a tizennyolcezer verset számláló Srímad-Bhágavatam (Bhágavata-purána) fordításának szentelte.

### 1965–1977: A Krisna-tudat elterjesztése Nyugaton
1965. augusztus 13-án élete legnagyszerűbb és egyben legkockázatosabb vállalkozásába fogott lelki tanítómestere kérésére. Egy teherhajó fedélzetén, hét dollárral a zsebében, 69 évesen elindult az Amerikai Egyesült Államokba, hogy megismertesse a vaisnava tanításokat a nyugati világgal. Az Atlanti-óceánt átszelő utazás során tengeri betegségben szenvedett és több szívrohamot is kapott, ám úgy érezte, hogy az Úr megvédelmezi őt missziója beteljesítése érdekében.
A lehetetlennek látszó küldetést hamar siker koronázta. Rendkívüli erőfeszítések árán és tiszta odaadásának köszönhetően 1966-ban, megérkezése után csupán 1 évvel sikerült megalapítania a Krisna-tudat Nemzetközi Szervezetét (International Society for Krishna Consciousness – ISKCON). Ez a bejegyzett forma nyugaton is elismert szervezeti kereteket adott a Krisna-tudat terjesztésének, a vaisnavizmus több tízezer éves és mintegy 600 millió hívőt tömörítő hagyományának, vallásának. A prédikálás így rohamos fejlődésnek indult. A tiszteletreméltó Sríla Prabhupáda nevet is már ifjú tanítványai adták neki.
Prabhupáda a következő 1 évtizedben 108 templomot épített a világ legfontosabb nagyvárosaiban, több ezer tanítványt fogadott el és részesített avatásban életkortól és származásuktól függetlenül. Önfenntartó farmközösségeket, vallásos oktatást nyújtó iskolákat és mindenki számára nyitott vegetáriánus éttermeket alapított az erőszakmentesség elvét prédikálva. Tizennégyszer utazta körbe a Földet, hogy előadásokat tartson, emellett több mint 50 kötetnyi magyarázatokkal ellátott fordítást készített jelentős indiai szentírásokhoz. Sokan India egyik legnagyobb tudósaként, filozófusaként, és kulturális nagyköveteként tisztelik ezért ma is. Az 1976-os Britannica Book of Year szerint: „Sríla Prabhupáda tudományos és irodalmi köröket kápráztatott el világszerte azzal, hogy az 1968. októbertől 1975. novemberig terjedő időszakban 52 könyvet írt meg és adott ki az ősi védikus kultúráról.”
1977. november 14-én, 81 évesen, Vrindávana szent helyén, Az Úr Krisna szülőföldjén halt meg tanítványai körében. A vaisnavizmus általa vált a világ minden táján ismertté, s az ő ösztönzésére fogadták el a Nyugat lakói is a bhakti, a Krisna iránti odaadás folyamatát az önmegvalósítás eszközeként.

## Munkássága
India filozófiai és vallási klasszikusainak több mint hatvankötetnyi fordítását, magyarázatát írta meg, számos tanulmánnyal együtt. A világ számos akadémiai közössége hitelességükért és mélységükért elismeri könyveit. Amerikába érkezése után megalapította az ISKCON-t (Nemzetközi Krisna-tudatú Hívők Közössége). Haláláig több templomot alapított szerte a világon. Prédikáló útjai során többször körbeutazta a földet lelki tanítómesterétől kapott misszióját (Krisna-tudat terjesztése a nyugati világban) tartva szeme előtt, önmaga mindig a háttérben maradva.

## Művei
- Bhagavad-gita As It Is (fordítás és magyarázatok)
- Srimad-Bhagavatam (fordítás és magyarázatok)
- Sri Caitanya-caritamrta (fordítás és magyarázatok)
- Krsna, the Supreme Personality of Godhead
- Teachings of Lord Caitanya
- The Nectar of Devotion
- the Nectar of Instruction
- Sri Isopanisad (fordítás és magyarázatok)
- Easy Journey to other Planets
- The Science of Self-Realization
- Perfect Questions, Perfect Answers
- Life Comes from Life
- The Path of Perfection
- Beyond Birth and Death
- Krsna Consciousness: The Topmost Yoga System
- Krsna Consciousness: The Matchless Gift
- The Perfection of Yoga
- Krsna, the Reservoir of Pleasure
- On the Way to Krsna
- Raja-vidya: The King of Knowledge
- Elevation of Krsna Consciousness

## Magyarul
- A tökéletes jóga. Az isteni szeretet jógája; ford. Dvárakésa Désa; Vidya, s.l., 1980
- Sri Isopanisad, a tudomány, amely közelebb viszi az embert Krsnához, az Istenség legfelsőbb személyiségéhez; bev., szanszkritből ford., jegyz. A. C. Bhaktivedanta Swami Prabhupada; Bhaktivedanta Book Trust, New York, 1980
- Az eredeti Bhagavad-gita teljes kiadása a szanszkrit eredetivel, annak latinbetűs átírásával, a szavak magyar megfelelőivel, fordítással és részletes magyarázatokkal; ford. Dvarekesa Dasa; Bhaktivedanta Book Trust, Vaduz, 1981
- Srí Caitanya tanítása; Bhaktivedanta Book Trust, s.l., 1989
- A tökéletes jóga. Az isteni szeretet jógája; Népszava, Bp., 1989
- A tanítások nektárja. Sríla Rúpa Gosvámi Srí UpadeSámrta című művének hiteles tolmácsolása a szanszkrit eredetivel, annak latin betűs átírásával, a szavak magyar megfelelőivel, fordítással és kidolgozott magyarázatokkal; Bhaktivedanta Book Trust, Los Angeles, 1990
- Az önmegvalósítás tudománya; Bhaktivedanta Book Trust, Los Angeles, 1990
- Visszatérés. A reinkarnáció tudománya. A. C. Bhaktivedanta Swami prabhupáda tanításai alapján; Bhaktivedanta Book Trust, Los Angeles, 1990
- Könnyű utazás más bolygókra a legmagasabb szintű yoga gyakorlásával; Bhaktivedanta Book Trust, Los Angeles, 1990
- Az eredeti Bhagavad gítá teljes kiadása a szanszkrit eredetivel, annak latinbetűs átírásával, a szavak magyar megfelelőivel, fordítással és részletes magyarázatokkal; Bhaktivedanta Book Trust, Los Angeles, 1990
- Krsna, az istenség legfelsőbb személyisége. Sríla Vyasadeva Srímad-Bhágavatam című műve tizedik énekének összefoglaló tanulmánya; Bhaktivedanta Book Trust, Grödinge, 1991
- Születésen és halálon túl; Bhaktivedanta Book Trust, Gödinge, 1992
- Srímad Bhágavatam. A szanszkrit eredetivel, annak latin betűs átírásával, a szavak magyar megfelelőivel, fordítással és részletes magyarázatokkal; Bhaktivedanta Book Trust, Grödinge, 1992–1995
  - 1. ének. Teremtés; 1992
  - 2. ének. A kozmikus megnyilvánulás; 1992
  - 3. ének. Status quo. l. köt. 1-16. fej.; 1993
  - 3. ének. Status quo. 2. köt. 17-33. fej.; 1993
  - 4. ének. A negyedik rend teremtése. l. köt. 1-19. fej.; 1994
  - 4. ének. A negyedik rend teremtése. 2. köt. 20-31. fej.; 1994
  - 5. ének. A teremtő impulzus; 1994
  - 6. ének. Az emberiség előírt kötelessége; 1994
  - 7. ének. Isten tudománya; 1994
  - 8. ének. A kozmikus teremtések visszavonása; 1995
  - 9. ének. Felszabadulás; 1995
  - 10. ének. A summum bonum. 1. köt. 1-13. fej.; 1995
- Srí Caitanya caritámrta. Krsnadása Kavirája Gosvámí. Az eredeti bengáli versekkel, azok latin betűs átírásával, a szavak magyar megfelelőivel, fordítással és részletes magyarázattal; The Bhaktivedanta Book Trust, s.l., 1996
- A tökéletesség útja; Bhaktivedanta Book Trust, s.l., 1996
- A. Cs. Bhaktivédánta Szvámi: Az élet végső célja; ford. Bhakti Kamala Tírtha Szvámí; Magyar Vaisnava Kéziratszolgálat, Balástya, 1996
- Az odaadás nektárja. A bhakti-yoga teljes tudománya. Sríla Rúpa Gosvámí Bhakti-rasámrta-sindhujának összefoglaló tanulmánya; Bhaktivedanta Book Trust, s.l., 1997
- Prahlád, a legyőzhetetlen fiú; ford. A. C. Bhaktivedanta Swami Prabhupada Srimad Bhagavatam, átdolg. Mahasamaha devi dasi (Torok Melinda); Krisna-völgy Indiai Kulturális Központ és Biofarm, Somogyvámos, 1997
- Krisna Vrindávanban. Indiai mesék; A. C. Bhaktivedanta Swami Prabhupáda Krisna, az Istenség Legfelsőbb Személyisége c. műve alapján, átdolg. Kaustubha dász (Nácsa Károly); Gouranga Média, Somogyvámos, 1997
- Sríla Prabhupáda az ISKCON-ról; szerk. Syamasundara dasa; Bhaktivedanta Kulturális és Tudományos Intézet, Bp., 1998 (Tattva könyvek)
- Rája-vidyá: a bölcsesség királya; Bhaktivedanta Book Trust, Grödinge, 2001
- Nem a test az éned! A. C. Bhaktivedanta Swami Prabhupáda tanításai alapján írta Bir Krsna Swami; Hare Krisna Központi Iroda, Bp., 2001
- Sri Isopanisad. A tudomány, amely közelebb viszi az embert a Legfelsőbbhöz. A szanszkrit eredetivel, annak latin betűs átírásával, a szavak magyar megfelelőivel, fordítással és részletes magyarázattal; Bhaktivedanta Book Trust, Grödinge, 2002
- A Bhagavad gíta úgy, ahogy van. A szanszkrit eredetivel, annak latin betűs átírásával, a szavak magyar megfelelőivel, fordítással és részletes magyarázattal; 2. jav., bőv. kiad.; Bhaktivedanta Book Trust, Grödinge, 2008
- Tökéletes kérdések, tökéletes válaszok
- Krsna-tudat: a szeretet és odaadás yogája, 1996
- Úton Krsna felé